# AFC Challenge Cup
A AFC Challenge Cup era uma competição de futebol do continente asiático e organizado pela AFC para membros considerados "emergentes" no futebol segundo o programa "Vision Asia". "Vision Asia", criado pelo ex-presidente da entidade Mohammed Bin Hammam, é o plano de ação da AFC para aumentar o níveis do futebol asiático. A AFC Challenge Cup reflete a filosofia da Vision Asia, já que foi criada para dar experiência continental a equipes mais fracas, que teriam a possibilidade de ganhar um título, além de dar visibilidade para novos talentos.
A primeira edição foi sediada no Bangladesh em 2006 e o torneio era realizado de dois em dois anos. Em julho de 2006 foi decidido que a partir da edição de 2008, os campeões seriam automaticamente classificados para a Copa da Ásia.
Nas edições de 2011 e 2015 da Copa da Ásia, duas vagas foram dadas aos dois últimos campeões da Challenge Cup. A edição de 2014 foi a última da competição, por conta da expansão da Copa da Ásia de 16 para 24 países a partir de 2019. A sussesora da competição é a Copa Solidariedade da AFC.

## Países participantes
A AFC inicialmente dividiu seus 46 membros em três grupos em 2006. Mesmo o torneio sendo para os equipes das associações emergentes, alguns países das associações em desenvolvimento e até mesmo das associações desenvolvidas participaram das eliminatórias e do torneio final, como a Índia, Ilhas Maldivas, Myanmar, Coreia do Norte, Tajiquistão e Turcomenistão. Como resultado, apenas um time do grupo dos emergentes foi campeão em alguma edição, a Palestina em 2014. Em março de 2012, a Associação de Futebol das Ilhas Marianas do Norte, na época membro associado da AFC, foi aprovada pela confederação para enviar seu time à competição. Em novembro de 2012, AFC anunciou a exclusão da Coreia do Norte das edições futuras da AFC Challenge Cup.
| - Austrália - Arábia Saudita - Bahrein - Catar - China - Coreia do Sul - Emirados Árabes Unidos - Indonésia | - Irã - Iraque - Japão - Kuwait - Tailândia - Uzbequistão - Vietnã |

| - Bangladesh - Coreia do Norte - Hong Kong - Iêmen - Índia - Jordânia - Líbano - Malásia | - Maldivas - Myanmar - Omã - Singapura - Síria - Turcomenistão |

Elegíveis para a AFC Challenge Cup
Participantes antigos

Os 17 últimos são classificados como associações emergentes, que precisam de tempo para desenvolver seu futebol. Elas são elegíveis para a AFC Challenge Cup.
| - Afeganistão - Butão - Brunei - Camboja - Filipinas - Guam - Laos - Macau - Mongólia | - Nepal - Paquistão - Palestina - Quirguistão - Sri Lanka - Taipé Chinês - Tajiquistão - Timor-Leste |

## Resultados
| Ano           | Anfitrião      | Final           | Final               | Final         | Semi-finalistas           | Semi-finalistas           | Semi-finalistas           | Número de times |
| Ano           | Anfitrião      | Campeão         | Placar              | Vice          | Semi-finalistas           | Semi-finalistas           | Semi-finalistas           | Número de times |
| ------------- | -------------- | --------------- | ------------------- | ------------- | ------------------------- | ------------------------- | ------------------------- | --------------- |
| 2006 Detalhes | Bangladesh     | Tajiquistão     | 4–0                 | Sri Lanka     | Quirguistão e Nepal       | Quirguistão e Nepal       | Quirguistão e Nepal       | 16              |
| Ano           | Anfitrião      | Final           | Final               | Final         | Decisão do terceiro lugar | Decisão do terceiro lugar | Decisão do terceiro lugar | Número de times |
| Ano           | Anfitrião      | Campeão         | Placar              | Vice          | Terceiro lugar            | Placar                    | Quarto lugar              | Número de times |
| 2008 Detalhes | Índia          | Índia           | 4–1                 | Tajiquistão   | Coreia do Norte           | 4–0                       | Myanmar                   | 8               |
| 2010 Detalhes | Sri Lanka      | Coreia do Norte | 1–1 (pro) (5–4 pen) | Turcomenistão | Tajiquistão               | 1–0                       | Myanmar                   | 8               |
| 2012 Detalhes | Nepal          | Coreia do Norte | 2–1                 | Turcomenistão | Filipinas                 | 4–3                       | Palestina                 | 8               |
| 2014 Detalhes | Ilhas Maldivas | Palestina       | 1–0                 | Filipinas     | Maldivas                  | 1–1 (pro) (8–7 pen)       | Afeganistão               | 8               |

## Prêmios

### MVP (Most Valuable Player)
| Ano  | Jogador           |
| ---- | ----------------- |
| 2006 | Ibrahim Rabimov   |
| 2008 | Baichung Bhutia   |
| 2010 | Ryang Yong-Gi     |
| 2012 | Pak Nam-Chol      |
| 2014 | Murad Ismail Said |

### Artilheiros
| Ano  | Jogador           | Gols |
| ---- | ----------------- | ---- |
| 2006 | Fahed Attal       | 8    |
| 2008 | Pak Song-Chol     | 6    |
| 2010 | Ryang Yong-Gi     | 4    |
| 2012 | Phil Younghusband | 6    |
| 2014 | Ashraf Nu'man     | 4    |